# 4774 Hobetsu
4774 Hobetsu este un asteroid din centura principală, descoperit pe 14 februarie 1991 de Seiji Ueda și Hiroshi Kaneda.